# Eye of the Beholder III: Assault on Myth Drannor
Eye of the Beholder III: Assault on Myth Drannor — компьютерная ролевая игра производства Strategic Simulations, основанная на ролевой системе Dungeons & Dragons. Является третьей частью в серии компьютерных игр Eye of the Beholder, непосредственным продолжением игры Eye of the Beholder II. Считается[кем?] худшей в трилогии.

## Игровой процесс
Цель игры — набрав команду из 4-х персонажей, пройти в общей сложности 14 уровней города Миф Драннора, его окрестностей, храмов Аквеллана и Латандера, найти и победить Аквеллана и Тёмного Бога. Действие происходит в фантастическом мире Forgotten Realms в 1162—1170 годах.
Экран делится на три «окна»:
1. Действия — стандартное игровое окно, в котором можно сражаться с противниками, брать или помещать предметы, активировать рычаги и кнопки.
2. Персонажи — окно состояния персонажей игрока. Указаны «моральное» и физическое состояния, нужда персонажей в отдыхе и еде. Сверху помещается информация о двоих персонажах авангарда.
3. Текстовое — сообщения о ходе игры.

Начать игру можно отрядом героев, перенесённым из второй части трилогии.

## Сюжет
После победы над Дран Драггором герои отдыхают в таверне, рассказывая местным завсегдатаям о своих успехах, и что теперь Уотердип может спать спокойно. Вдруг в таверну входит странный человек и просит героев освободить разрушенный легендарный город Миф Драннор от присутствия Лича по имени Аквеллан. Для этого героям нужно забрать у Лича старинный артефакт, известный под названием «Кодекс». Герои соглашаются, и таинственный человек немедленно телепортирует их в окрестности Миф Драннора.
Выполнив задание, герои выясняют, что тот таинственный человек на самом деле один из злых богов, который хочет захватить Миф Драннор, уничтожив чужими руками Аквеллана, с которым не мог справиться сам. Герои уничтожают Тёмного Бога, восстанавливая над Миф Драннором власть Латандера — бога восхода и перерождения.